# Jan Kerhart
Jan Kerhart (* 2. September 1960 in Prag) ist ein deutsch-tschechischer Kameramann und Fernsehproduzent.

## Leben
Kerhart studierte bis 1983 an der Prager Karls-Universität. 1985 begann er in der Bundesrepublik als freier Kameramann zu arbeiten, außerdem war er in Jerusalem, London, Brüssel und den USA tätig. Von 1988 bis 1994 war er geschäftsführender Gesellschafter der Firma Spectrafilm. 1995 gründete er die Firma Vincentfilm, deren Geschäftsführer er bis heute ist. Er war unter anderem Chefkameramann von „Spiegel TV Interview“.
Seit 1994 ist Kerhart mit der Moderatorin Sandra Maischberger verheiratet. Die beiden leben in Berlin und haben seit Februar 2007 einen Sohn.

## Filmographie
- 2001: Eric Escoffier – Wenn der Kopf den Körper trägt
- 2002: Sandra Maischberger trifft Leni Riefenstahl
- 2004: When Nature Strikes Back
- 2005: Die Geschichte Norddeutschlands
- 2006: Görings letzte Schlacht – Das Tribunal von Nürnberg
- 2006: BND – Über Kalte Krieger und Terroristenjäger
- 2006: Die Geheimdienstlegende – Reinhard Gehlen und der BND
- 2007: Helmut Schmidt außer Dienst
- 2007: Die RAF
- 2008: Michael Ballhaus – Eine Reise durch mein Leben
- 2009: Wilhelm II. – Und das Ende eines Imperiums
- 2009: Schabowskis Zettel – Die Nacht, als die Mauer fiel
- 2006–2010: American Experience
- 2010: Lieber Onkel Hitler – Briefe an den Führer
- 2010: History
- 2010: Richard von Weizsäcker – Für immer Präsident
- 2010: Joana und die Mächte der Finsternis
- 2010: Vom Pionier zum Millionär
- 2011: Der Vietnamkrieg
- 2013: 16 × Deutschland – Menschen – Orte – Geschichten
- 2014: Countdown zum Untergang
- 2014: Ein blinder Held – Die Liebe des Otto Weidt
- 2016: Der gute Göring
- 2017: Aufstieg und Fall des Kommunismus
- 2017: Mata Hari – Tanz mit dem Tod
- 2017: Breakdown in Tokyo – Ein Vater dreht durch
- 2018: Cicero
- 2019: Der schwierige Weg zur deutschen Einheit: Das Ringen um die Zwei-plus-Vier Verhandlungen
- 2022: Komm mit mir in das Cinema – Die Gregors
- 2023: Überleben in Brandenburg

## Auszeichnungen
- 2008: Goldene Kamera Beste Information mit Sandra Maischberger